# 巴西藍脂鯉
巴西藍脂鯉，為輻鰭魚綱脂鯉目脂鯉亞目脂鯉科藍脂鯉屬的其中一個種，該物種分布於南美洲巴西淡水流域，棲息在底中層水域，生活習性不明。